# Conus inscriptus
Conus inscriptus е вид охлюв от семейство Conidae. Видът не е застрашен от изчезване.

## Разпространение и местообитание
Разпространен е в Бангладеш, Бахрейн, Британска индоокеанска територия, Джибути, Египет, Еритрея, Йемен, Индия (Андамански острови, Андхра Прадеш, Гоа, Гуджарат, Западна Бенгалия, Карнатака, Керала, Махаращра, Никобарски острови, Ориса и Тамил Наду), Индонезия (Суматра), Ирак, Иран, Катар, Кения, Кувейт, Мавриций, Майот, Малдиви, Мианмар, Мозамбик, Обединени арабски емирства, Оман, Пакистан, Реюнион, Саудитска Арабия, Сейшели, Сомалия, Судан, Тайланд, Танзания, Шри Ланка и Южна Африка (Квазулу-Натал).
Обитава пясъчните дъна на океани и морета. Среща се на дълбочина от 29 до 85 m.